# Нежновское сельское поселение
Нежно́вское се́льское поселе́ние — муниципальное образование, входящее в состав Кингисеппского района Ленинградской области. Административный центр — деревня Нежново. 
Глава муниципального образования — Богданов Александр Викторович, глава администрации — Жадан Александр Сергеевич.

## Географические данные
Расположено в северо-восточной части Кингисеппского района на Сёмейской возвышенности. На землях поселения протекает река Систа. Недалеко также находится Копанское озеро, воду из которого используют как питьевую без очищения. До 1997 г. на озере существовало форелевое хозяйство. Глубина Копанского озера достигает 24 м. Берега преимущественно песчаные.
На территории поселения в основном сосновые леса, но встречаются также ели и берёзы. Некоторые территории заболочены. Почвы поселения песчаные и суглинистые, есть залежи песка и песчано-гравийной смеси.
По территории поселения проходят автодороги:
- 41А-007 (Санкт-Петербург — Ручьи)
- 41К-018 (Копорье — Ручьи)
- 41К-110 (Котлы — Урмизно)
- 41К-589 (Пятчино — Пейпия)
- 41К-598 (Малое Райково — Копаницы)
- 41К-609 (подъезд к дер. Иципино)
- 41К-612 (Семейское — Мышкино)

Расстояние от административного центра поселения до районного центра — 55 км.

## История
В прошлом эти места населяли ижора и водь. Они занимались земледелием и изготовлением гончарных изделий. Особенно известными среди изготовителей были ижорские сёла Большое и Малое Стремление. Гончары изготовляли самые разнообразные изделия: от необходимой в быту посуды до детских игрушек. Изделия гончаров поступали на местный рынок, там их выменивали на рожь, овёс, картофель, салаку.
25 июля 1958 года центр Павловского сельсовета перенесен в деревню Нежново, а сельсовет переименован в Нежновский сельсовет Кингисеппского района. 
20 марта 1959 года к Нежновскому сельсовету была присоединена большая часть упраздненного Стремленского сельсовета.
18 января 1994 года постановлением главы администрации Ленинградской области № 10 «Об изменениях административно-территориального устройства районов Ленинградской области» Нежновский сельсовет, также как и все другие сельсоветы области, был преобразован в Нежновскую волость.
1 января 2006 года в соответствии с областным законом № 81-оз от 28 октября 2004 года «Об установлении границ и наделении соответствующим статусом муниципального образования Кингисеппский муниципальный район и муниципальных образований в его составе» образовано Нежновское сельское поселение, в его состав вошла территория бывшей Нежновской волости.

## Население
| 2006  | 2010  | 2011 | 2012 | 2013 | 2014  | 2015  |
| ----- | ----- | ---- | ---- | ---- | ----- | ----- |
| 600   | ↗843  | ↘842 | ↗882 | ↗900 | ↗921  | ↘915  |
| 2016  | 2017  | 2018 | 2019 | 2020 | 2021  | 2023  |
| ↘900  | ↗905  | ↘889 | ↘877 | ↘867 | ↗1299 | ↘1291 |
| 2024  | 2025  |      |      |      |       |       |
| ↘1272 | ↘1269 |      |      |      |       |       |

## Состав сельского поселения
| №  | Населённый пункт   | Тип населённого пункта          | Население   |
| -- | ------------------ | ------------------------------- | ----------- |
| 1  | Большое Райково    | деревня                         | ↘15 (2017)  |
| 2  | Большое Стремление | деревня                         | ↘65 (2017)  |
| 3  | Вассакара          | деревня                         | ↘47 (2017)  |
| 4  | Головкино          | деревня                         | ↗1 (2017)   |
| 5  | Заозерье           | деревня                         | ↘4 (2017)   |
| 6  | Ильмово            | деревня                         | ↘7 (2017)   |
| 7  | Иципино            | деревня                         | ↘11 (2017)  |
| 8  | Копаницы           | деревня                         | ↘5 (2017)   |
| 9  | Луизино            | деревня                         | ↘7 (2017)   |
| 10 | Малое Райково      | деревня                         | ↘3 (2017)   |
| 11 | Монастырьки        | деревня                         | ↘6 (2017)   |
| 12 | Мышкино            | деревня                         | ↘2 (2017)   |
| 13 | Нежново            | деревня, административный центр | ↗267 (2017) |
| 14 | Новое Устье        | деревня                         | ↘0 (2017)   |
| 15 | Павлово            | деревня                         | ↘108 (2017) |
| 16 | Пейпия             | деревня                         | ↗33 (2017)  |
| 17 | Пятчино            | деревня                         | ↘2 (2017)   |
| 18 | Семейское          | деревня                         | ↘23 (2017)  |
| 19 | Среднее Райково    | деревня                         | ↗9 (2017)   |
| 20 | Урмизно            | деревня                         | ↘29 (2017)  |
| 21 | Холодные Ручьи     | деревня                         | →4 (2017)   |

## Экономика
В настоящее время жители поселения занимаются в основном сельским хозяйством. На территории поселения находятся 54 частные фермы, общей площадью в 730 га.

## Достопримечательности
- Церковь Николая Чудотворца и Арсения Коневского[26]